# Johann Trieloff
Johann Wilhelm Ferdinand Trieloff (* 18. Februar 1819 in Ringenwalde, Kreis Templin; † 9. Januar 1872 in Wanfried) war ein deutscher Mühlenbesitzer und Abgeordneter des Kurhessischen Kommunallandtages des preußischen Regierungsbezirks Kassel. 

## Leben
Johann Trieloff war der Sohn des Friedrich Trieloff und dessen Ehefrau Berta Schwabe. Nach seiner Schulausbildung erlernte er den Beruf des Müllers und übernahm den elterlichen Mühlenbetrieb. 1869 erhielt er als Nachfolger von Carl von Kutzleben einen Sitz im Kurhessischen Kommunallandtag des preußischen Regierungsbezirks Kassel. Er war hier einer der Vertreter der Abgeordneten aus dem Stand der höchstbesteuerten Grundbesitzer und Gewerbetreibenden im Landkreis Eschwege und blieb bis zum Jahre 1871 im Parlament. 